# Bakerella clavata
Bakerella clavata là một loài thực vật có hoa trong họ Loranthaceae. Loài này được (Desr.) Balle mô tả khoa học đầu tiên năm 1964.